# Sony Xperia PRO-I
Sony Xperia PRO-I是索尼於2021年10月26日在YouTube直播发布的旗艦式智慧型手機。

## 命名
Xperia PRO-I中的「I」意指「Imaging」，定位為「結合專業影像質素和智能手機功能」的專業級智能手機。

## 设计
Xperia PRO-I 在设计上和同一代的Xperia 1 III相差无几，除了換上新的鏡頭模組和擺位、側邊的波浪邊框以及手機繩孔洞。

## 规格

### 硬件
Xperia PRO-I使用高通驍龍888處理器，內置6.5吋21.9的CinemaWide 4K HDR 120 Hz OLED熒幕。鏡頭組為結合1.0 吋感測器的24mm標準鏡頭、16mm超廣角鏡頭及50mm長焦鏡。配备了4500mAh电池，支持30W USB PD快速充电。

### 软件
Xperia PRO-I预装Android 11，以及Photo Pro、Video Pro及Cinema Pro三個與攝錄相關的專業應用程式。

## 顏色
| 顏色 | 名稱 |
| ---- | ---- |
|      |      |

## 外部連結
- Xperia PRO-I  - Official website - Sony （页面存档备份，存于）